# 皇族画報
『皇族画報』（こうぞくがほう）は、東京社が1908年（明治41年）1月から1934年（昭和9年）11月（最終号のみ発行は忠誠堂）まで刊行していた日本初の皇族専門のグラフ誌である。
鷹⾒久太郎を編集人に、『婦人画報』臨時増刊号として刊行された。A5版の判型で、グラビアページが80ページ程と、本文が100ページ程でページが組まれ、写真では皇族が装う洋装による最先端のファッションをも伝えていた。

## 備考
『皇族画報』は創刊から大ヒットとなり、創立間もない東京社の経営状態を改善させたと伝えられている。

## 復刻版
「皇族画報」の復刻版が、グラフ誌の復刻版を扱う出版社かかしにより2024年10月に刊行されている。